# 東武動物公園
ハイブリッド・レジャーランド 東武動物公園（ハイブリッド・レジャーランド とうぶどうぶつこうえん）は、埼玉県南埼玉郡宮代町と埼玉県白岡市にまたがる、動物園と遊園地を融合させたレジャーランド。総面積は61ha。

## 概要
東武鉄道の創立80周年記念事業のメインプロジェクトとしてとして計画され、「東武動物自然公園」の仮称で着工し、1981年に開園した。開園時に上野動物園の名物飼育係でカバの飼育で名を馳せた "カバのおじさん" こと西山登志雄を園長（通称 : “カバ園長”）に迎えて目玉とする一方、遊園地を併設して芸能人のコンサートなどのイベント会場としても運営することで、集客を図る経営をとったことで知られる。
カピバラ・リスザルなどの草食獣を積極的に走らせる行動展示や自然景観を再現した展示を特徴とする動物園となっている。遊園地は、リバティーランド・プレジャーランド・ハートフルタウン・ハートフルファームの4つのエリアに分かれており、2019年にVRアトラクション施設「VR HEAD ROCK」が進出した。遊園地には約30種類以上のアトラクションがある他、夏期には大型プールも営業するため、休日には、多くの来園者で賑わいを見せる。また、アニメや漫画のコラボレーションイベントやコスプレイベントも多く開催されている。
同パークでは2000年3月より「ハイブリッド・レジャーランド」と銘打っている。「ハイブリッド・レジャーランド 東武動物公園」は東武レジャー企画の商号である。
なお、当園の最寄り駅である東武鉄道の東武動物公園駅は、駅の開業当初は「杉戸駅」という名称であったが、当園の開園に先立つ1981年3月16日に現在の駅名に改称された。同時に営団地下鉄（現・東京メトロ）日比谷線との直通運転を北春日部駅から同駅まで延長、2003年3月19日には営団半蔵門線経由東急田園都市線・中央林間駅まで直通運転を開始し、利便性が向上されている。東ゲートの出入口付近には、東武動物公園駅の時刻表が掲示されている。
同パークには「東武動物公園の歌」というテーマソングが存在し、主に園内放送やCMで流れている。また東武動物公園駅では、同曲をアレンジした発車メロディを2013年8月1日より使用している。
大きく分けると3つのエリアで構成され、東側が遊園地、中間部が動物園、西側が動物園と東武スーパープール及び乗馬クラブからなる。東側と西側をつなぐ園内の交通手段は開園当初はトレーラーバス（現在の「アニ丸ぶーぶー」が運行する専用ルートを走行）のみしか存在しなかったが、1986年に動物園東端から西ゲート手前を結ぶロープウェイ「スカイウェイ」が開通。1989年に東ゲートからプレイランドまでの約1kmを結ぶ「イースタントレイン（現：太陽の恵み鉄道〜パークライン〜）」が開通した（2016年5月現在では西からハートフルランド駅 - リバティーランド駅 - 東ゲート駅の3駅がある）。2003年9月30日でスカイウェイが廃止され、代替として翌月10月から動物のデザインをしたシャトルバス「アニ丸ぶーぶー」が運行を開始した。
姫宮落川が園内を横切り、笠原沼落が園内の池から流れ出ている。園内には広い池が多く、これらの池はかつて東武動物公園周辺に存在していた笠原沼に由来するものである。
動物園にはホワイトタイガーが2003年3月に来園し、関東地方では見かけられなかったこともあり動物園のシンボル的存在になった。2003年来園の「リュウ」は2012年に国内飼育最高齢で亡くなったが、2008年10月18日来園の2頭が飼育展示されている。

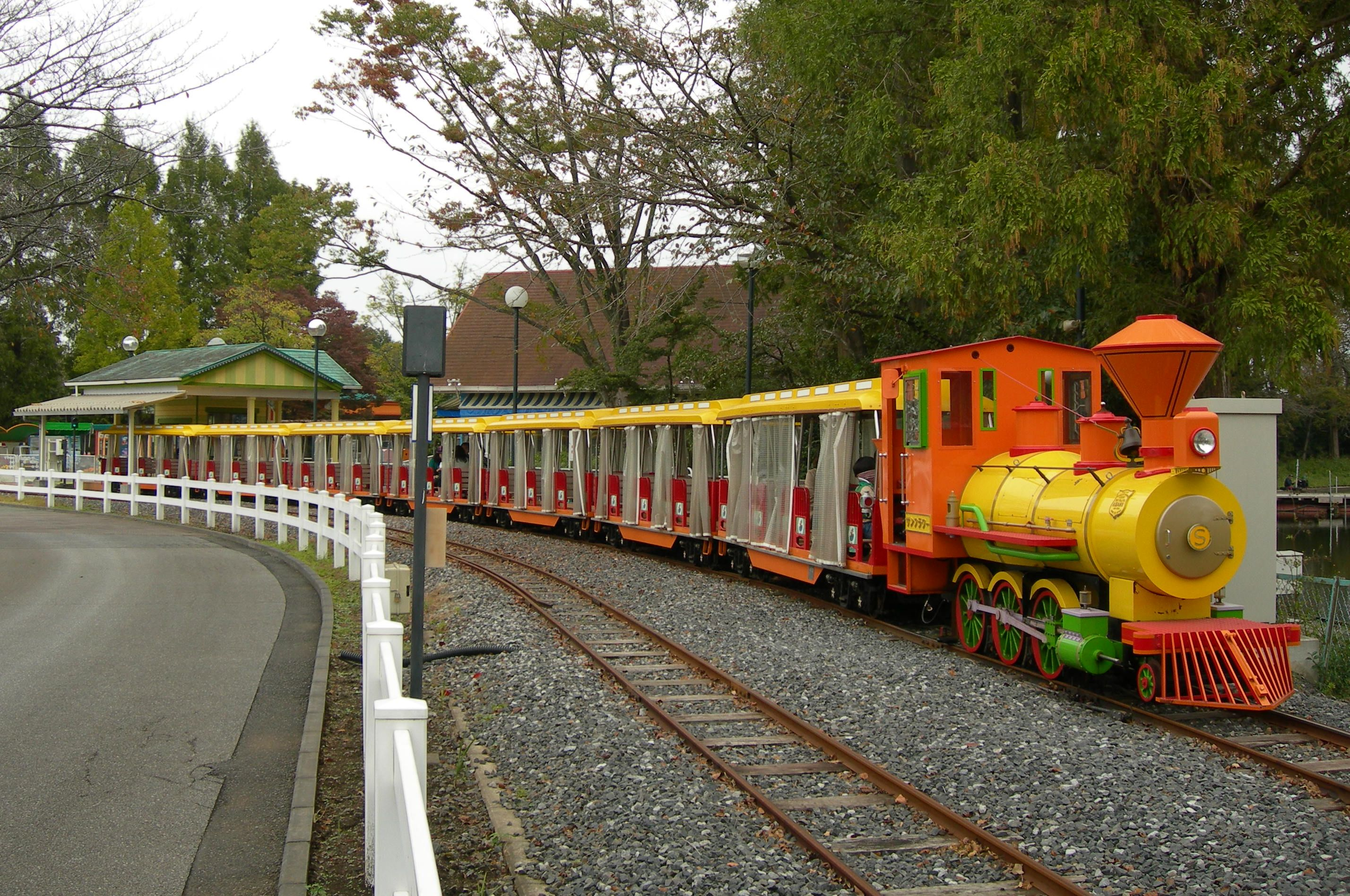
太陽の恵み鉄道〜パークライン〜
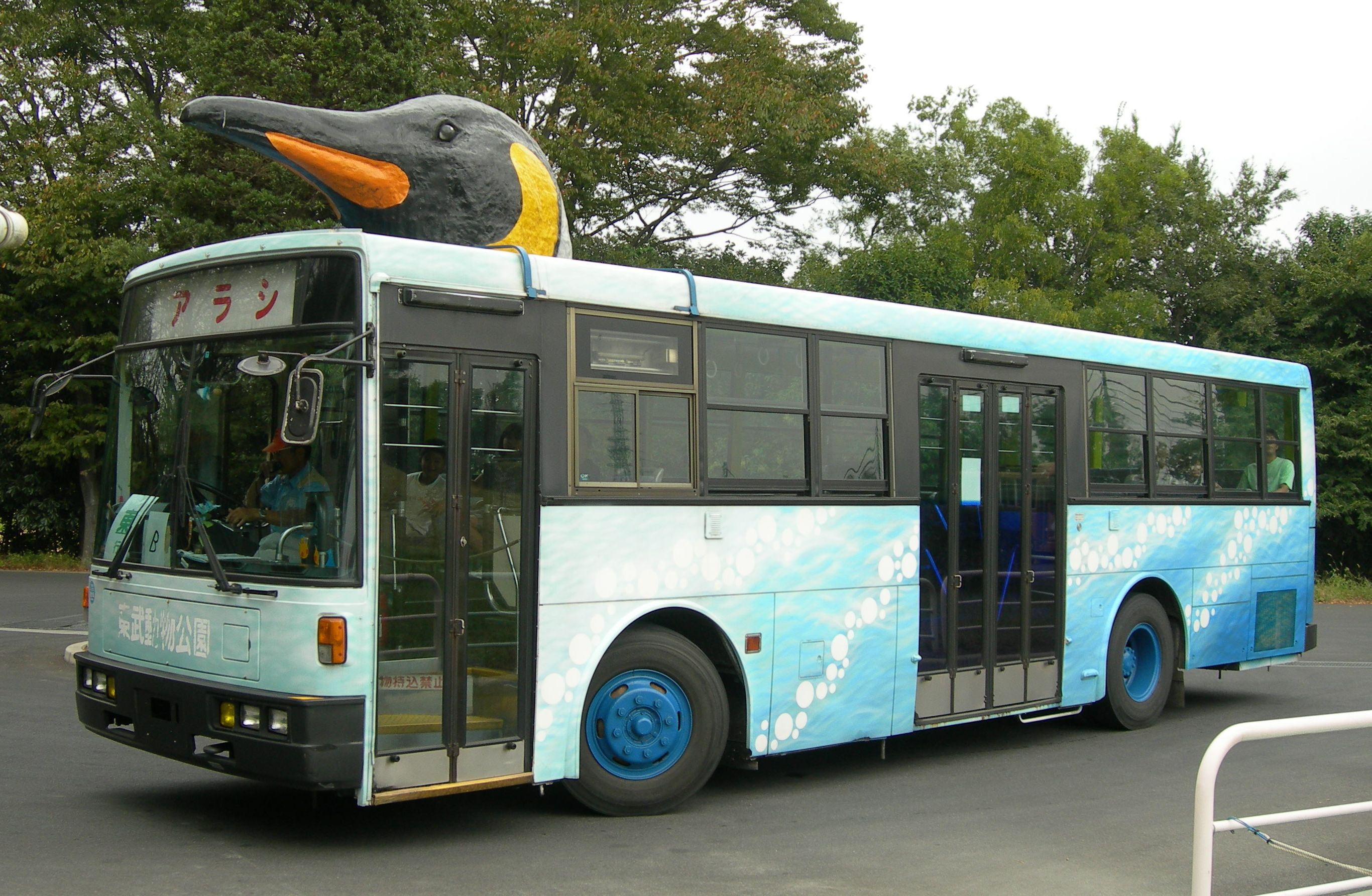
アニ丸ぶーぶー（シャトルバス
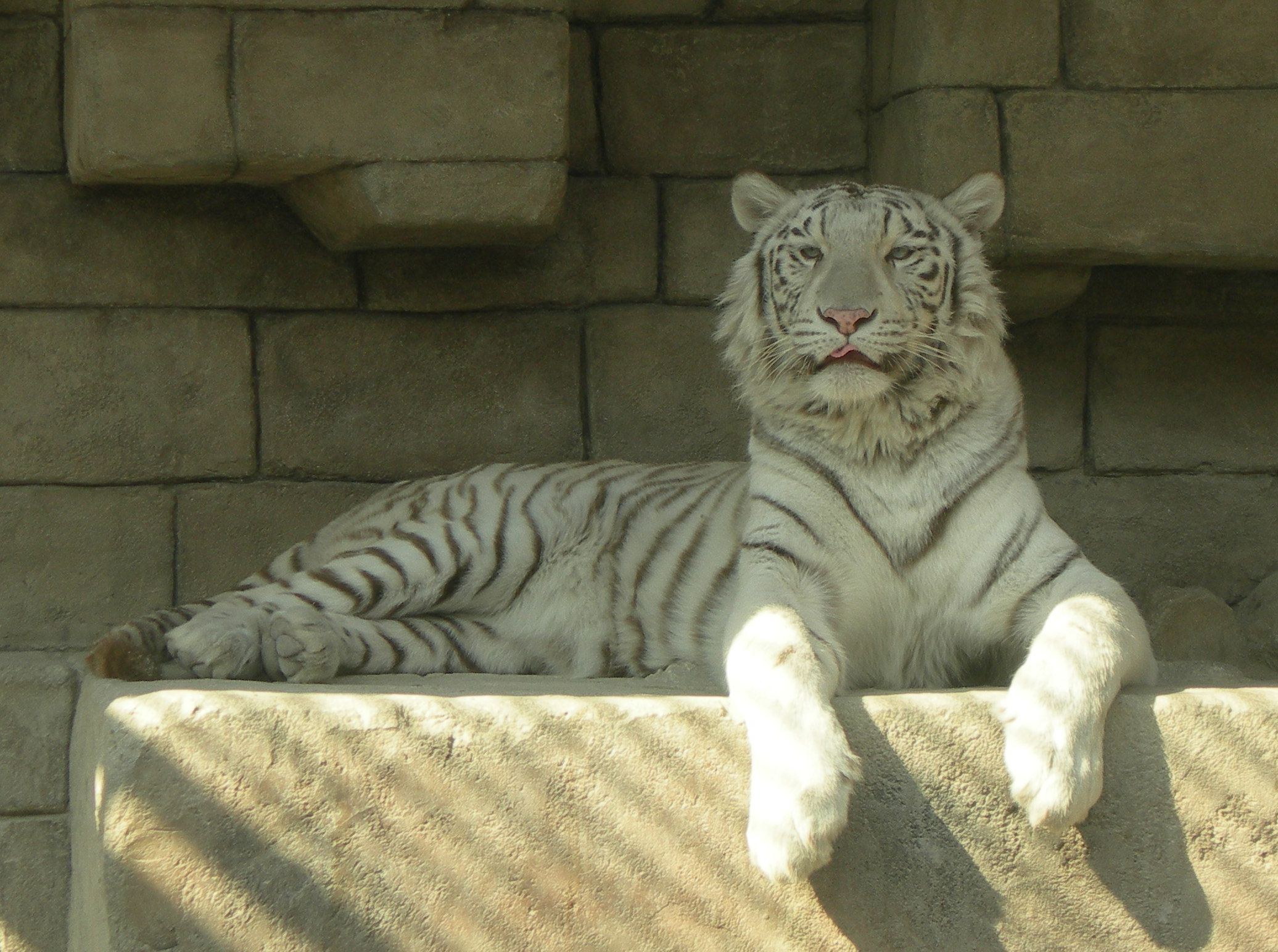
ホワイトタイガー
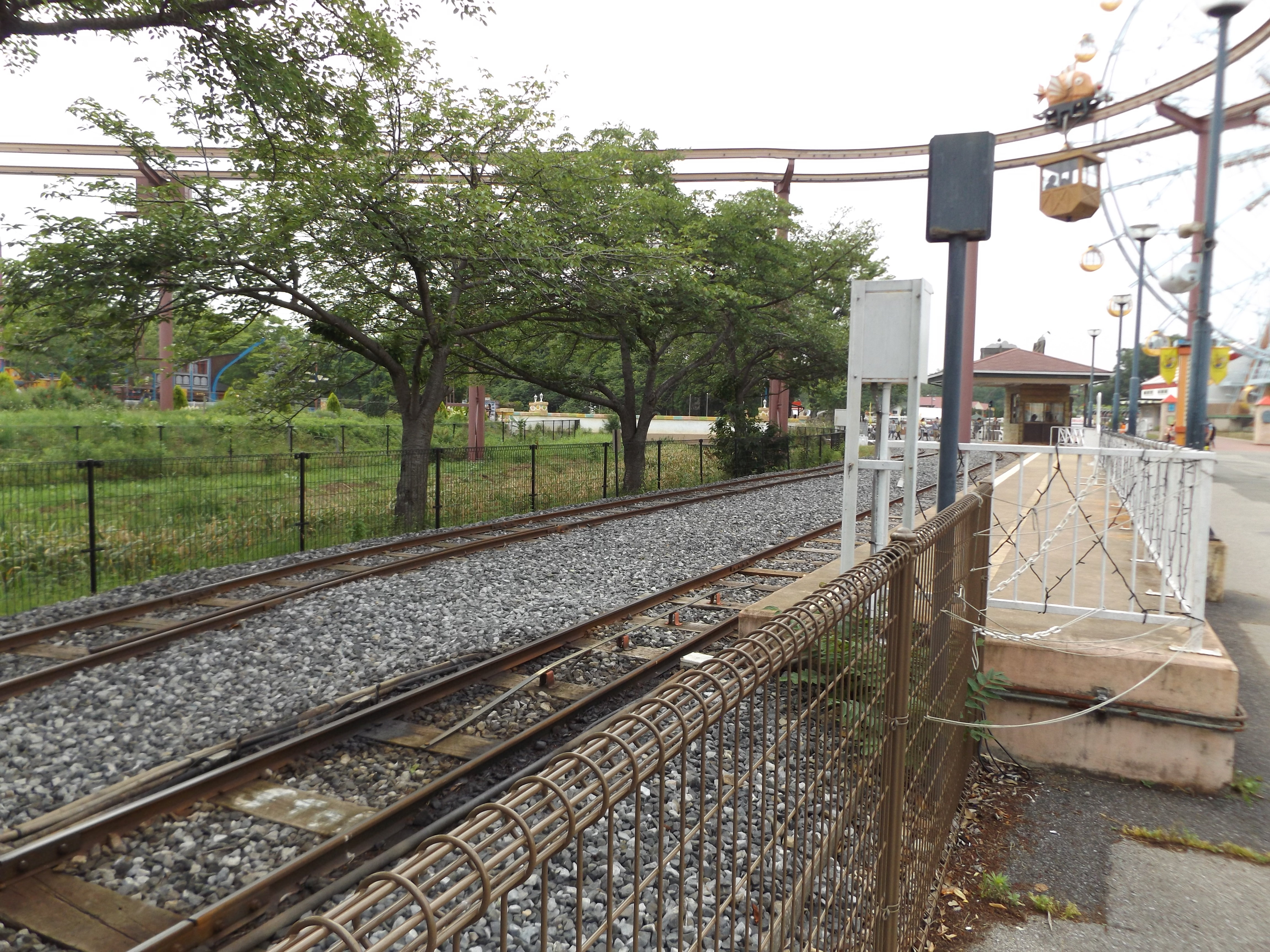
「太陽の恵み鉄道～パークライン～」 ハートフルランド駅
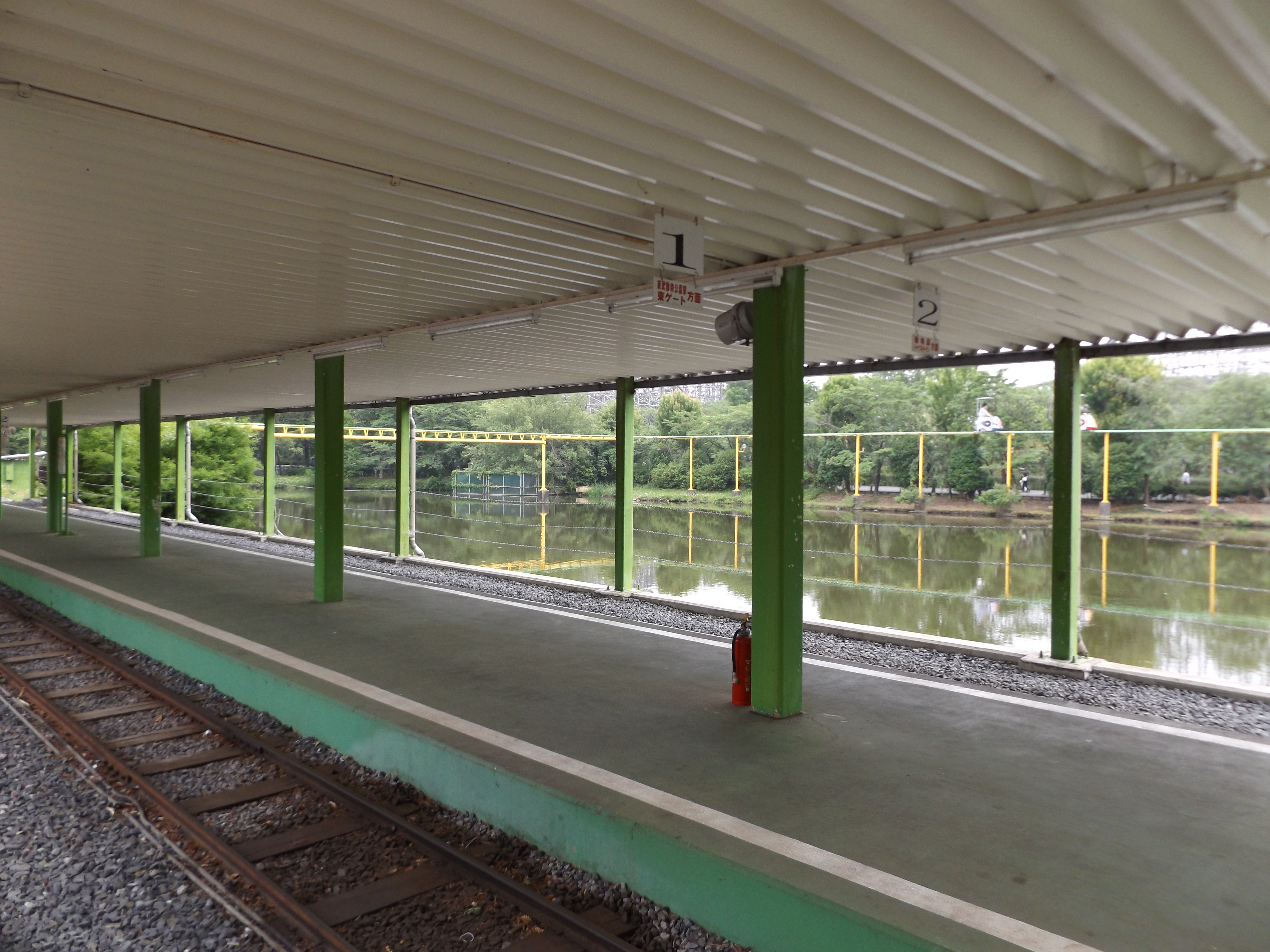
「太陽の恵み鉄道～パークライン～」 リバティーランド駅
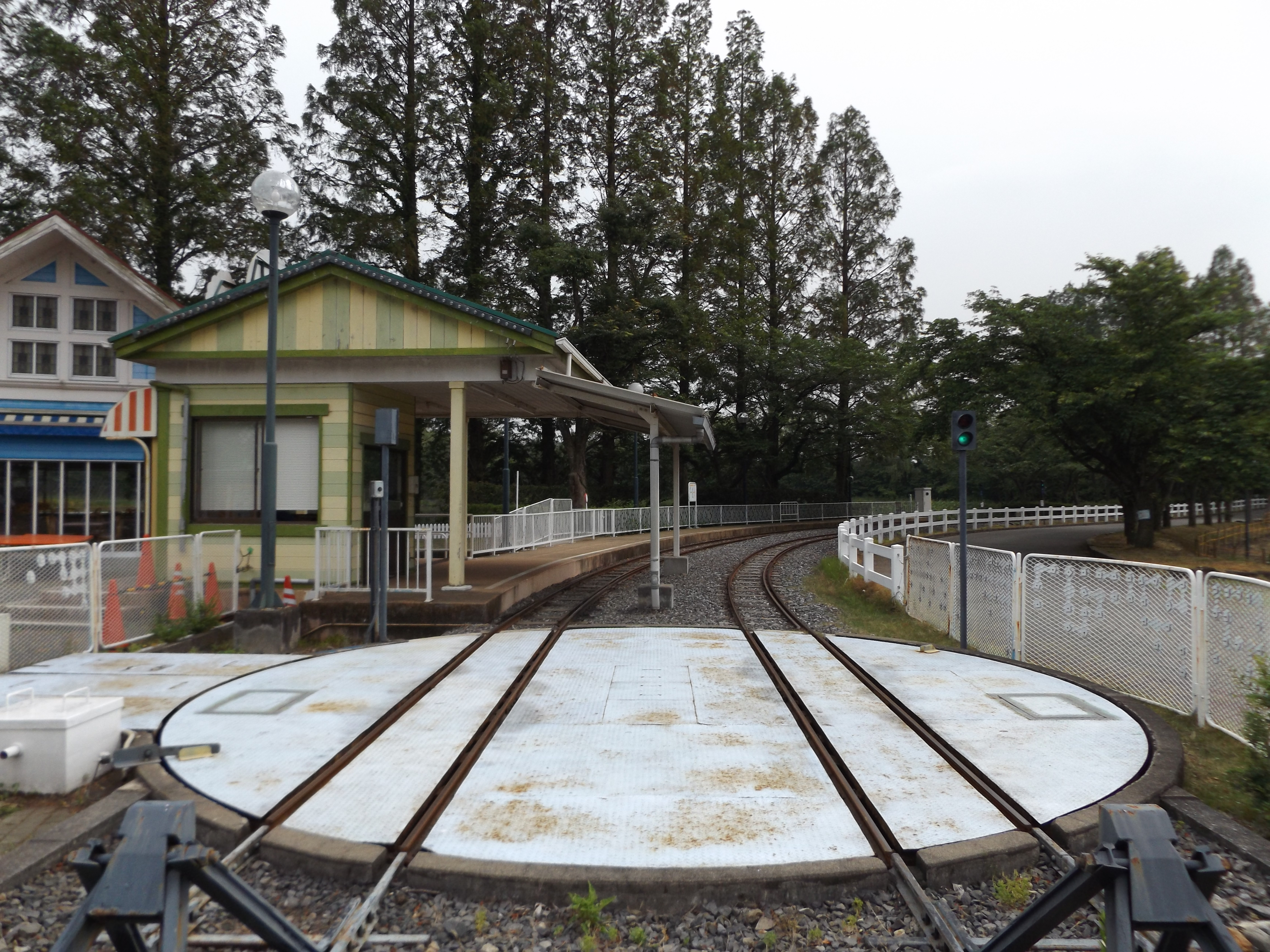
「太陽の恵み鉄道～パークライン～」 東ゲート駅
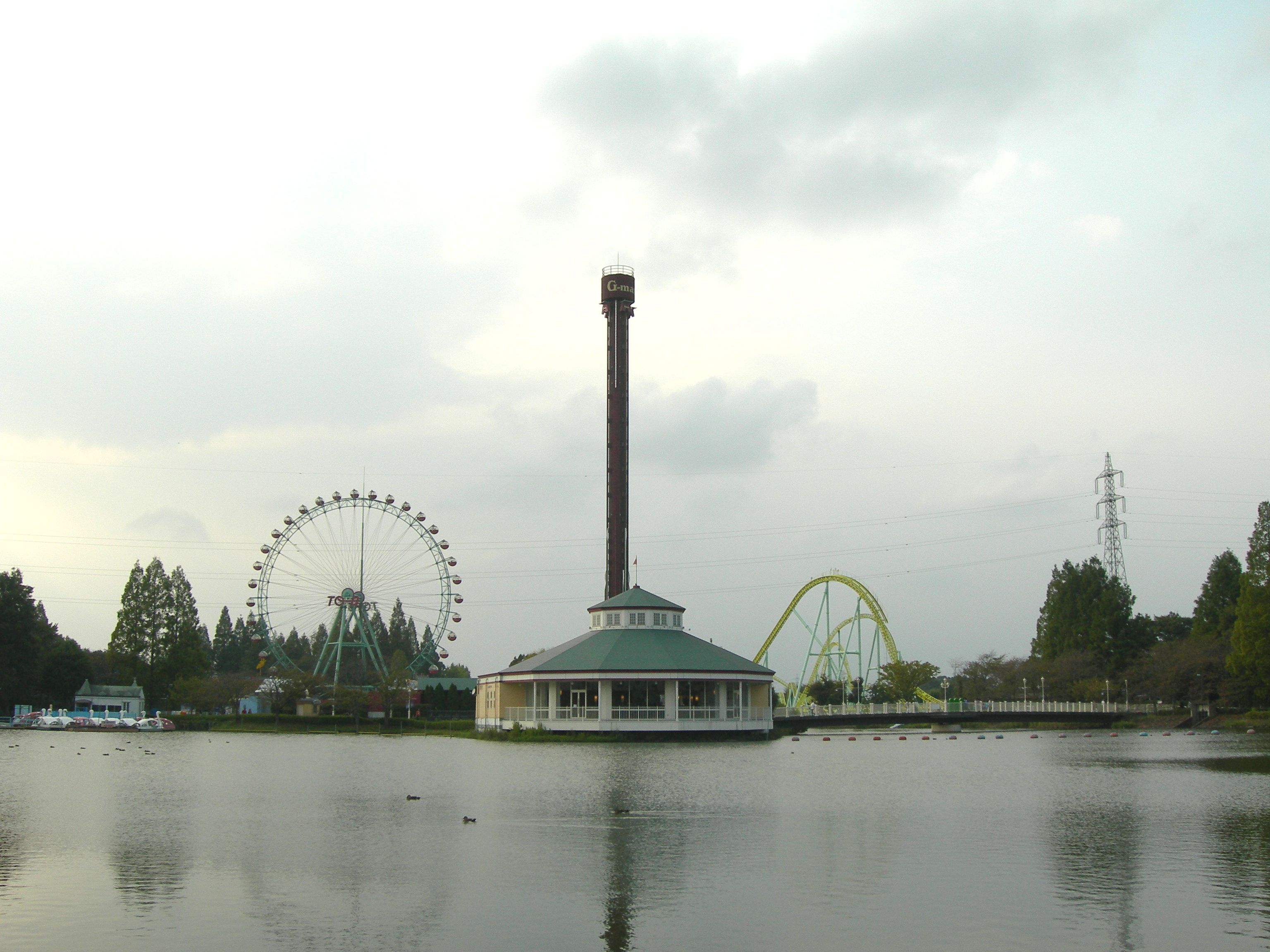
白鳥の池と遊園地のアトラクション

## 沿革
- 1981年
  - 3月28日 - 東武鉄道創立80周年記念事業として開園、初代園長に西山登志雄就任。
- 1986年
  - 3月21日 - 「UFOエアドーム」一般公開[3]。
  - 4月2日 - 園内敷地に「東武乗馬クラブ&クレイン」オープン。
  - 7月27日 - 「スカイウェイ（索道）」開通。
- 1988年
  - 1月2日 - 「オットセイショー」開始。
- 1989年
  - 5月2日 - 「マウントロッキーコースター」竣工。
  - 8月13日 - 「イースタントレイン」運行開始。
- 1990年
  - 7月7日 - 「東武スーパープール」オープン。
- 1994年
  - 9月4日 - 入園者数が2000万人突破。
- 1997年
  - 4月24日 - 東武鉄道創立95周年記念事業としてドロップタワー型アトラクション「G-max」、レストラン「G's」オープン。
- 1999年
  - 3月1日 - 堆肥化、汚水処理施設を導入。
- 2000年
  - 3月18日 - 世界初の水上木製コースター「レジーナ」オープン。
  - 3月28日 - マスコットキャラクター「トッピー」登場。
  - 5月 - 西山登志雄が名誉園長に就任。
- 2001年
  - 3月28日 - 開業20周年。期間限定で入園無料とする。
- 2002年
  - 4月1日 - 東武鉄道が同年1月に策定した中期経営計画「東武グループ再構築プラン」による経営効率化を目的に、施設営業権を東武鉄道（直営）からそれまで運営受託の立場であった東武レジャー企画に譲渡[4][5][6]。
  - 6月30日 - 東武鉄道が再構築プランに基づき、東武レジャー企画に対して施設不動産を約30億6300万円で売却[7]。子会社による独立採算制へ移行。
- 2003年
  - 3月12日 - ホワイトタイガー「リュウ」を宝塚ファミリーランドから譲受。
  - 3月20日 - ホワイトタイガー舎を設置し、「リュウ」を一般公開。
  - 3月28日 - 開園22周年を記念し、当日は入園料を1円以上のチャリティとした（前年までは無料入園日としていた）。4月に収益の77万円をWWFジャパンへ寄付[8]。以後、開園記念日は同様の施策を実行。
  - 9月30日 - 「スカイウェイ」が老朽化により営業終了。索道営業廃止。
  - 10月 - 「シャトルバス（現：アニ丸ぶ〜ぶ〜）」運行開始。
  - 11月 - 「マウントロッキーコースター」が不具合により稼働停止。
- 2004年
  - 9月23日 - 「ほたリウム」オープン。年間通してヘイケボタルが飼育できる特許を取得している。
- 2005年
  - 3月 - 西山登志雄が名誉園長を退任（2006年永眠）。
  - 10月 - 「マウントロッキーコースター」解体[注 3]。
- 2006年
  - 3月18日 - 開園25周年記念として、ペンギン舎リニューアルオープン。
- 2007年
  - 5月6日 - エキスポランドのコースター脱線事故を受け、「水上木製コースターレジーナ」「クレイジーマウス」の緊急点検を実施。
  - 11月23日 - 日本産動物舎 〜ふる里の動物たち〜 オープン
- 2008年
  - 3月2日 - 新滑空水上コースター「カワセミ」オープン
  - 10月18日 - ホワイトタイガー新獣舎オープン
  - 「ウィンターイルミネーション」開始
- 2009年
  - 5月29日 - YouTubeチャンネル開設
  - 7月10日 - 東武スーパープール「じゃぶじゃぶアドベンチャー」オープン
  - 7月17日 - イベントプラザにおいて「恐竜ワールド」オープン
  - 9月19日 - 新ライオン舎「プライド オブ ライオン」オープン
- 2011年
  - 3月11日 - 東日本大震災により発生後から3月25日まで臨時休園。
  - 3月26日 - 営業再開。開業30周年記念として同月19日から順延した「ふれあい動物の森」オープン。東武博物館・東武ワールドスクウェアと合同で、同年4月6日まで小学生以下の入園料を無料化。
  - 3月28日 - 開園30周年。「入園料は1円からの募金でOK」と称し、当日は入園料を1円以上のチャリティとした。収益はWWFジャパンおよび東日本大震災の義捐金として寄付。
- 2012年
  - 1月11日 - ホワイトタイガー「リュウ」、国内飼育最高齢の20歳で死亡。
  - 3月19日 - 新エリア「ハートフルファーム」オープン
- 2013年
  - 3月20日 - ハートフルファーム第2区画（大観覧車「エマさんのチーズ風車」・「ブーニーさんの野菜工場」）オープン[9]
- 2014年
  - 3月30日 - 開園当初から稼働していたリバティーランドの「大観覧車」が老朽化により営業終了[10]。
  - 12月24日 - ニコニコチャンネル開設
- 2016年
  - 5月28日 - 植物エリア「ハートフルガーデン」オープン
  - 5月29日 - 「ハッピーオンステージ」が老朽化による改修工事のため閉鎖
- 2017年
  - 9月23日 - 「ハッピーオンステージ」が、「イベントステージ HOLA！（オーラ）」としてリニューアルオープン[注 4]
  - 4月22日 - 2018年1月8日 メディアミックス作品『けものフレンズ』によるコラボレーションを開催。当初予定から複数回延長され、断続的に262日間にわたる長期開催となった。
    - 第1弾 とうぶフレンズに会いにいくのだ！ 4月22日～6月25日（一部展示のみ10月22日まで継続。詳細はグレープ (フンボルトペンギン)を参照）
      - アニマルガールパネル展示
      - 声のおにいさん、おねえさんのフレンズガイド

    - 第2弾 夜のとうぶフレンズに会いにいくのだ！ 7月15日～9月3日（同上）
      - フレンズパネルライトアップ
      - おにいさん、おねえさんのフレンズガイド～飼育係も動物も十人十色～

    - グレープ感謝祭 11月11日～2018年1月8日（当初『秋のグレープ君祭り』として開催予定だったイベントを大幅に拡大したもの）
      - フレンズパネルライトアップ・ウィンターイルミネーションバージョン（ペンギンの大地前）
      - 11月11日 YMDとNMTのグレープメモリーナイト
      - 11月25日 ビール&クロキリバースデーナイト
      - 12月23日 どうぶつビスケッツ×PPP ライブイベント
- 2018年
  - 4月21日 - 「モンキーワールド」と「ヒグマの森」をリニューアルオープン
  - 5月25日 - 中華民国・新竹市立動物園と友好交流協定を締結[11]
  - 7月14日～10月8日まで『進撃の巨人』コラボイベントを開催。
  - 「ウィンターイルミネーション」開催10周年。プロジェクションマッピングを新たに開始。過去最大の350万球へ。
  - 『けものフレンズ2』タイアップを実施。ARアトラクション「東武ジャパリパーク」を期間限定導入。
- 2019年
  - 3月21日 - 「HERD ROCK VR」オープン。9種類のバーチャルリアリティーアトラクションを導入。
  - 「けものフレンズ」タイアップを実施。フレンズ仕様のシャトルバス「東武ジャパリバス」がパーク内を走った。
  - アトラクション「スカイフィッシュExpress」ホーム改修。
  - ゲームセンター「レインボータウン」リニューアルオープン。
  - 水上木製コースター「レジーナ」営業終了。
  - 2020年春に「プレジャーランド」をリニューアルすることを発表した。
  - 令和元年東日本台風（台風19号）により園内が冠水被害に見舞われた。
- 2020年
  - 3月2日 新型コロナウイルス感染拡大防止の為臨時休園
  - 6月1日 動物園と一部施設の営業を再開
  - 6月8日「新プレジャーランド」オープン
  - 6月15日 オンラインショップオープン　それに合わせて売上が動物のエサ代になる応援プランスタート
  - 7月17日「MUSEUM OF DARK～闇の博物館～」開館
  - 7月25日 tiktokアカウント開設
  - 10月3日ハイキュー!!とのコラボイベント 「ハイキュー‼︎TOTHETOP×東武動物公園」開催[12]
- 2021年
  - 1月9日「TVアニメ『ツキウタ。THE ANIMATION 2』第9話“王子様の冒険”アニメロケ地記念コラボ」開催
  - 3月6日「TV アニメ第2期放送記念コラボ BEASTARS×東武動物公園」開催
  - 3月28日 開園40周年を迎え数々のイベントを開催
  - 5月29日「弱虫ペダル GLORY LINE × 東武動物公園 vol.2」開催[13]
  - 6月8日 ミナミシロサイのエマちゃんが台湾の六福村サファリパークから来園
  - 7月3日「MUSEUM OF DARK Ⅱ～呪いの惨劇～　」開館
  - 9月11日 「PUI PUI モルカー×東武動物公園」コラボイベント開催
  - 9月15日 無印良品 東武動物公園駅前店のオープンに際し、飼育係の描いたどうぶつイラスト入りのマイバッグがプレゼントされた
  - 10月2日 「進撃の巨人×東武動物公園」第二回が開催
  - 10月16日 東武動物公園開園40周年記念「CUBERS×東武動物公園」開催、CUBERSがPR大使に就任
  - 11月19日 水上木製コースターレジーナが2023年春にリニューアルして再始動することが発表
- 2022年
  - 3月12日「東京リベンジャーズ×東武動物公園」開催
  - 5月28日「僕のヒーローアカデミア×東武動物公園」開催
  - 9月10日「ハイキュー!!×東武動物公園2022」開催
  - 12月22日 鳥インフルエンザ発生により臨時休園に。同月29日、遊園地エリアのみ営業再開

- 2023年
  - 1月5日 鳥類の展示を除く全エリアで営業再開
  - 1月12日「ホロライブ×東武動物公園」開催
  - 2月4日「PUI PUI モルカー×東武動物公園」第二回が開催
  - 3月18日 水上木製コースター「レジーナ」が「レジーナⅡ（ドゥーエ）」としてリニューアルオープン
  - 3月24日「ドロップツイスト」オープン
  - 3月25日「あかがみん×東武動物公園」開催
  - 3月28日 新型コロナウイルス感染拡大防止の為開催を見合わせていた開園記念日の「1円以上のチャリティ入園」が4年振りに実施。
  - 4月15日「ブルーロック×東武動物公園」開催
  - 5月13日「映画「五等分の花嫁」×東武動物公園」開催
  - 7月8日「SPY×FAMILY in 東武動物公園」開催
  - 10月14日「呪術廻戦×東武動物公園」開催
- 2024年
  - 1月13日「Paradox Live THE ANIMATION×東武動物公園」開催
  - 3月16日「TVアニメ『ゴールデンカムイ』×東武動物公園」開催
  - 3月20日 サル山が「あかげ365」として約40年ぶりにリニューアルオープン
  - 3月26日 「リスザルの島」の飼育小屋で火災が発生、ボリビアリスザル9頭が死亡
  - 5月11日 「東武動物公園×浦和レッドダイヤモンズ」開催、18日には浦和レッズコラボDAYを開催
  - 6月27日 「「ツキウタ。」劇場版 RABBITS KINGDOM THE MOVIE×東武動物公園」開催
  - 7月13日 「文豪ストレイドッグス×東武動物公園」開催
  - 7月20日 「ラブライブ！虹ヶ咲学園スクールアイドル同好会×東武動物公園」開催
  - 8月10日 「文化放送「Girls²のがるがるトーク！」Presents Girls²×東武動物公園」開催
  - 9月7日 「B-PROJECT ～熱烈＊ラブコール～×東武動物公園」開催
  - 10月19日 「TVアニメ「Dr.STONE」×東武動物公園」開催
  - 10月26日  水鳥の楽園跡地に「イロドリ ヒロバ」オープン
  - 10月30日 台湾の「六福村テーマパーク」と友好交流協定を締結
  - 11月23日 「アニメ「鬼滅の刃」in 東武動物公園」開催
- 2025年
  - 3月1日 「「原作「ダイヤのA」「ダイヤのA actⅡ」×東武動物公園」開催
  - 4月12日 「TVアニメ「SAKAMOTO DAYS」in東武動物公園」開催

## 料金
園内の利用料金は公式サイト上のチケット・料金案内を参照。（営業案内・料金 | 東武動物公園 (https://www.tobuzoo.com/ticket/)
東武線（東上線を除く）各駅から東武動物公園駅間の鉄道と東武動物公園駅西口から東武動物公園東ゲート間の路線バスの各往復乗車券と入園券（特典として、アトラクション乗り放題となるライドパスが500円割引となるクーポンと鉄道の乗車券の提示で園内シャトルバス「アニ丸ぶ〜ぶ〜」が乗り放題）をセットにした「東武動物公園きっぷ」が出発地の駅窓口もしくは東武トップツアーズ各店で発売されている。

## アトラクション

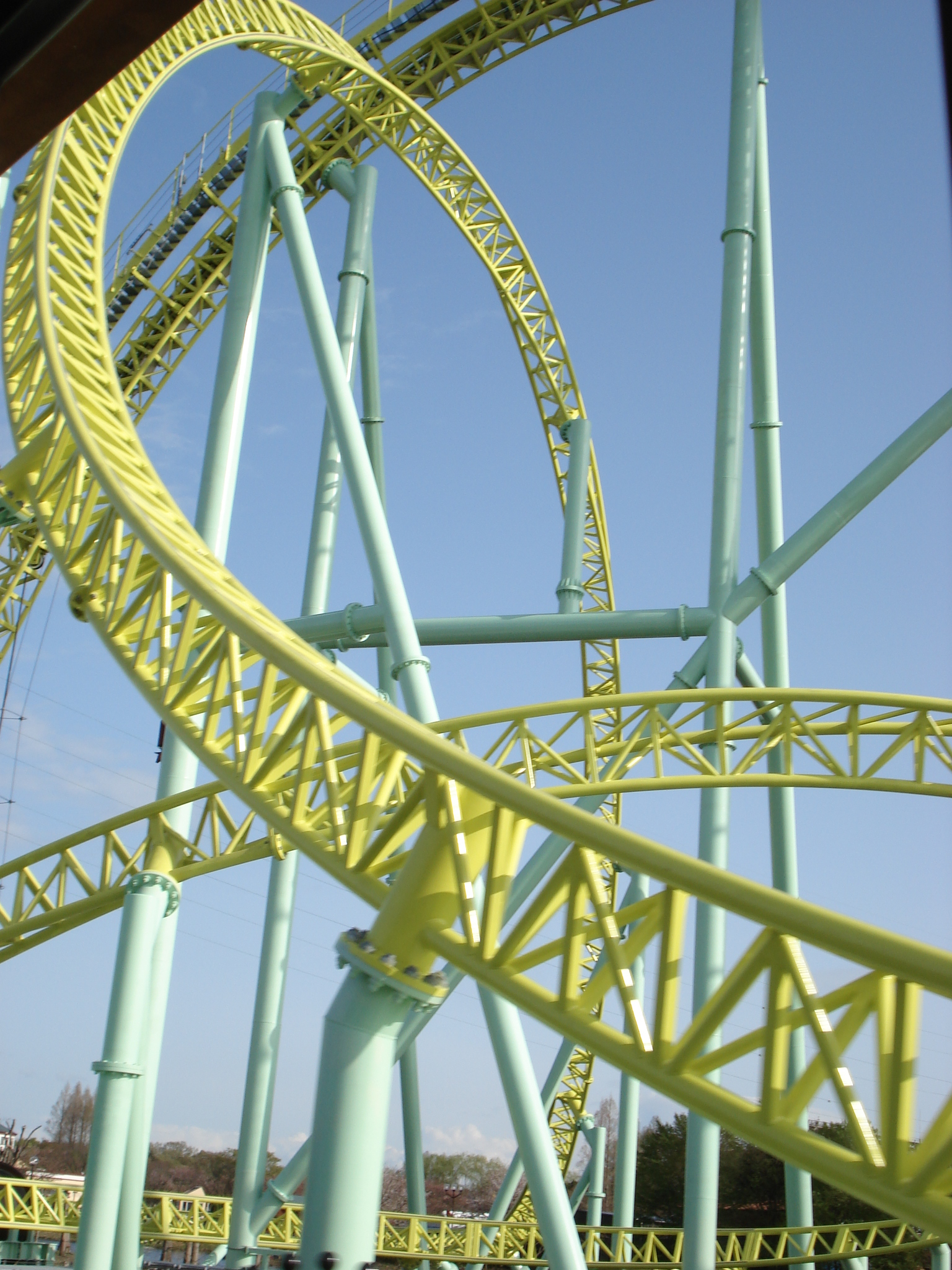
カワセミ（インタミン社製のメガ・ライト・コースター）のコース

乗り物

### リバティーランド
- 新滑空水上コースターカワセミ
- ボート（スワンボート）
- ギャラクシーウォーカーズ
- カルーセルウォータリリー（メリーゴーラウンド）
- ファミリーコースターてんとう虫
- イベントプラザ
- サンダーエキスプレス（2025年3月29日開業）
- ドロップツイスト

### プレジャーランド
- 水上木製コースターレジーナII
- UFOドーム（お化け屋敷「呪われたコテージ」）
- ジャングルファイター
- ゴッド・スインガー～オーウェー～（回転ブランコ）
- ゴールデンシップ～リバイブ～（バイキング）

### ハートフルランド
ハートフルタウン
- ディギーとダギーのトロッココースター
- ふしぎ池のカエルランドリー
- ブルンさんのGoGoスクールバス
- 海賊ブタヒゲのぐるぐるタグボート
- ストーブさんの冒険カート（ゴーカート）
- 出動！街のウォーターショット隊
- マーガレットさんのフラワーカップ（コーヒーカップ）
- コケットさんの種まき飛行機
- いたずらヤギーのアスレチック砦
- カード迷路ぐるり森大冒険～ハートフルランドの泉～

ハートフルファーム
- エマさんのチーズ風車（観覧車）
- ホルンさんのファーム鉄道
- ピキーさんのとことこトラクター
- キッズハウスブニーさんの野菜工場

### 園内の移動アトラクション
- アニ丸ぶーぶー
- 太陽の恵み鉄道～パークライン～
- スカイフィッシュExpress（ミニモノレール）

動物

### アフリカサバンナ
- リスザルの島（2025年7月3日再オープン）
  - ボリビアリスザル
- キリン・シマウマ舎
  - アミメキリン、グラントシマウマ、エランド、シロオリックス
- サイ舎
  - ミナミシロサイ

### どきどきストリート
- あかげ365
  - アカゲザル
- ペンギンの大地
  - フンボルトペンギン
- ふれあい動物の森
  - ウサギ、モルモット、ヒヨコ、エジプトルーセットオオコウモリ、ワオキツネザル、アカカンガルー、パルマワラビー、エミュー、ポットベリー、ポニー、ロバ、シバヤギ、コリデール、サフォーク、アルパカ、ビルマニシキヘビ、ケヅメリクガメ、アルダブラゾウガメなど
- アジア舎
  - ブラックバック、インドクジャク、シロクジャク
- ヒグマの森
  - エゾヒグマ
- シカ舎
  - アクシスジカ
- 走鳥類エリア
  - ヒクイドリ
- カバ舎
  - カバ
- ゾウ舎
  - アフリカゾウ
- フラミンゴコーナー
  - ヨーロッパフラミンゴ、ベニイロフラミンゴ、チリーフラミンゴ
- アフリカの水辺エリア
  - シタツンガ、ハゴロモヅル、エジプトガン
- キャットワールド
  - ホワイトタイガー、ライオン、ミーアキャット、ジャガー、 アムールヒョウ

### ほのぼのストリート
- レッサーパンダ舎
  - シセンレッサーパンダ
- バイソン舎
  - アメリカバイソン
- ワピチ舎
  - ワピチ
- アメリカビーバー舎
  - アメリカビーバー
- オットセイショープール
  - ミナミアメリカオットセイ、ゴマフアザラシ
- モンキーワールド
  - ジェフロイクモザル、シロテテナガザル、シシオザル、ブラッザグエノン、アビシニアコロブス、フサオマキザル、マンドリル、マントヒヒ
- ワニ館
  - メガネカイマン、ワニガメ、カミツキガメ、グリーンイグアナ
- ほたリウム
  - ヘイケボタル
- リスザルの楽園
  - コモンリスザル、カピバラ、シワコブサイチョウ、モモイロペリカン
- ラマ舎
  - ラマ
- ラクダ舎
  - フタコブラクダ
- ガチョウ広場
  - シナガチョウ
- 小獣舎
  - アフリカタテガミヤマアラシ、コツメカワウソ、アカハナグマ、アライグマ 、エジプトルーセットオオコウモリ、ミーアキャット、モモイロインコ、ベニコンゴウインコ、マタコミツオビアルマジロ、グリーンイグアナ、ボールパイソン、マダガスカル コックローチ、ジャイアント ウッドローチ、トルキスタン ローチ、グリーンバナナ ローチ
- バク舎
  - マレーバク

### わくわくストリート
- バードドーム
  - オシドリ、シラコバト、コフラミンゴ、ショウジョウトキ、クロトキ、オウギバト、コールダック
- 猛禽舎
  - アンデスコンドル、ヘビクイワシ、シロフクロウ、ベンガルワシミミズク
- ふる里の動物たち(日本産動物舎)
  - タンチョウ、ホンドリス、ホンドテン、ホンドフクロウ、ホンドキツネ、ホンドタヌキ、ホンシュウジカ
- わんこヴィレッジ

### その他
- アニマルパフォーマンス
  - ヘビクイワシ、ハリスホーク、ベンガルワシミミズク、ルリコンゴウインコ、ベニコンゴウインコ、モモイロインコ、ミナミアメリカオットセイ、ゴマフアザラシ
- バックヤード(非展示)
  - オオサイチョウ

### かつて営業していたアトラクションと動物園施設
乗り物
- 水上木製コースターレジーナ - 車両の経年劣化のため2019年8月9日に営業終了[14]。2023年3月18日にレジーナⅡとして再オープンした。
- マウントロッキーコースター
- クレイジーマウス
- G-max
- オドンゴの砦 - 2014年にいたずらヤギーのアスレチック砦へリニューアル[15]。
- スカイサイクル
- スタークロス
- バルーンレース
- 大観覧車
- メリーゴーランド
- ビックリハウス
- フライングエレファント
- ファンタジーオルゴール
- フライングダッチマン
- フライングキャメロット
- ファイヤーバード
- フライングカーペット
- スペースセブン
- ロックンロール
- コーヒーカップ - 2014年にマーガレットさんのフラワーカップへリニューアル。
- アフリカート - 2014年にストーブさんの冒険カートへリニューアル。
- スカイラブ - 2014年にスカイフィッシュExpressへリニューアル。
- ダックス - 2014年にブルンさんのGoGoスクールバスへリニューアル。
- スリラー2
- サウンドシアター
- ピラミッドの謎
- ムーゲンの冒険
- ミニSL
- スカイウェイ
- 妖精の家
- ファミリーガーデン
- ハッピーオンステージ
- ミュージックエキスプレス
- コンボイ

動物園
- らぶりー牧場
- こどもどうぶつえん
- オオハシ舎
- キジ舎
- シカの森
- カンガルーの森
- ポニー乗馬コーナー
- ツル舎
- アルパカ舎
- ミニブタ舎
- クラハシコウ舎
- オオアリクイ舎
- ふれあい動物村
- 水鳥の楽園
- ワオキツネザルの島

## キャラクター
当園のシンボルキャラクター。水上木製コースター「レジーナ」開業に合わせて2000年に登場。デザイナーは秋山孝である。
本園の特徴となる動物園と遊園地のイメージを合わせつつ地球市民社会を象徴した地球をあしらった架空の生物で、下の地球部分は水上木製コースターの構造やスピード感をイメージしたものとし、地球を外した二本足で立つイメージも設定されている。
後に園内の「トッピー広場」や年間パスポート「トッピー倶楽部」などの名称にも使われている。

## その他
動物のエサの一部は、加須市の吉野家東京工場から、1日約2tの白菜とキャベツの外葉が廃棄され、その中から190kgが寄付されている。また動物園までの運搬も、吉野家の運搬車が使用されている。
開園当初は主に東武鉄道で活躍していた鉄道車両が保存展示されていたが、1989年の東武博物館開業に際してほとんどの車両が同館へ移転された。残った車両の一つに貴賓車のトク500復元車が存在したが、老朽化に伴い1996年に解体されている。また、7300系モハ7329は2018年に解体されている。晩年は周囲がフェンスで覆われており、周囲からの確認が困難となっていた。
1980年代、『木曜洋画劇場』で、パークのCMがメガTONネットワーク（現・TXN）ぐるみで流れていたことがあった。
1981年8月8日放送の『仮面ライダースーパー1』第41話では東武動物公園でロケが行われ、飼育が開始されたばかりの2頭のアルパカも映されている。
2017年4月22日より『けものフレンズ』とのコラボが行われ、各動物の飼育場所周辺へ『けものフレンズ』のキャラクターのパネルが設置されたが、その際当園で飼育されているフンボルトペンギンのグレープが、フンボルトペンギンのキャラクター「フルル」のパネルを見つめる様子が話題となった。この記述の詳細は当ペンギンの記事を参照。
2018年10月、急増する外国人へのサービス向上にAndroidタブレット端末で使えるリアルタイム音声通訳アプリ「My通訳アシスト V2」を導入したと発表。
2022年10月後半に『いれいす』とイルミネーションコラボが行われた。

## アクセス
- バス
  - 東武動物公園駅より、茨城急行バスで東武動物公園行き（東ゲート）行きに乗車し、終点下車すぐ
- 自動車
  - 埼玉県道65号さいたま幸手線上にある「東武動物公園入口」交差点を東へ入るルートが主となる。
  - インターチェンジの最寄は東北自動車道の久喜ICで、久喜ICの出口側ゲートの前には最寄であることをPRするカバの像が設置されている。所要時間は約20分。
  - 川口・浦和方面からは蓮田スマートIC退出で所要時間は約15分。岩槻ICから約25分。
  - 圏央道白岡菖蒲ICおよび幸手ICからは所要時間約20分。
  - 東武動物公園直営の駐車場は西ゲート側にあり、収容台数は3000台。カーナビによっては「東武動物公園」名称では正門の東ゲート前となる場合があるため、西ゲート側にある東武スーパープールを指定するよう公式サイトで喚起されている。
  - 東ゲート手前には地主らによる私設駐車場が複数存在する。